# Obergrafschaft (Bentheim)

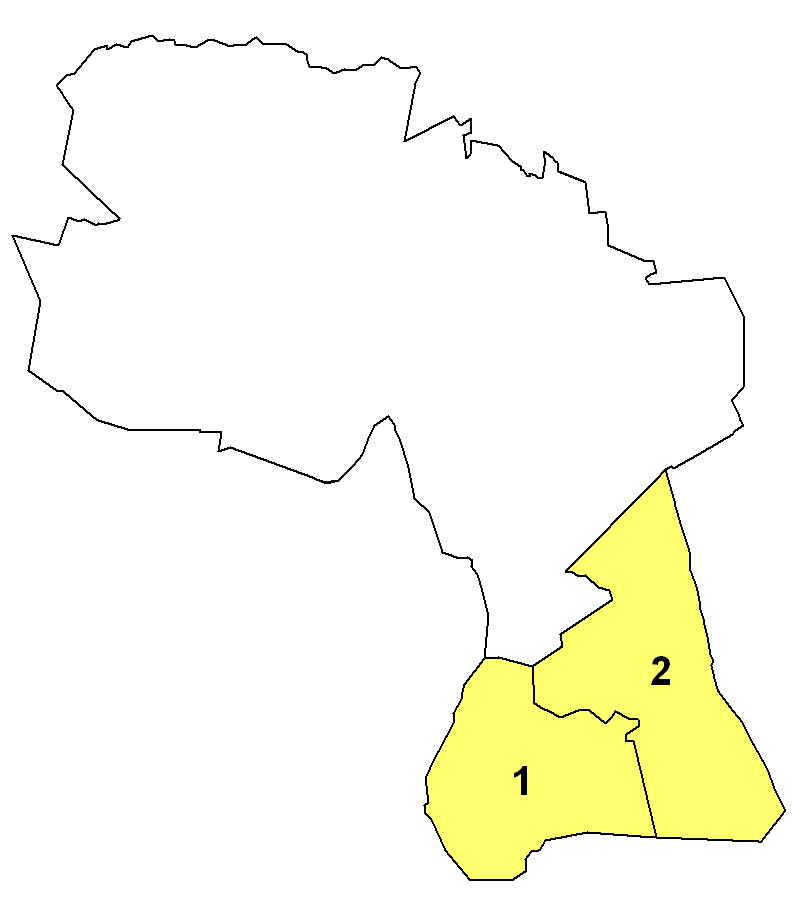
Obergrafschaft, restliche Grafschaft Bentheim in Weiß

Als Obergrafschaft bezeichnet man heute die südliche Region des Landkreises Grafschaft Bentheim in Niedersachsen; früher zählten auch große Teile des Nordhorner Stadtgebiets dazu. Die Obergrafschaft grenzt im Westen an die Niederlande (Overijssel), im Osten an den Landkreis Emsland, im Süden an die Kreise Steinfurt und Borken, beide in Nordrhein-Westfalen. Bad Bentheim war Sitz der Grafschaft Bentheim und bis 1945 auch Kreisstadt des Landkreises. Verkehrsadern sind die A 31 (Emden–Bottrop), A 30 (Bad Bentheim–Bad Oeynhausen),  B 403 (Ochrup–Coevorden), die Landesstraßen 39 (Westenberg–Salzbergen), 40 (Schüttorf–Lingen), 42 (Westenberg–Gronau) und 68 (Schüttorf–Ohne), die Eisenbahnstrecken der Bentheimer Eisenbahn (Bahnstrecke Gronau–Coevorden, Nord-Süd) und der Deutschen Bahn (Bahnstrecke Almelo–Salzbergen, West-Ost). 
Folgende Kommunen liegen in der Obergrafschaft:
- Einheitsgemeinde Stadt Bad Bentheim (1)
- Samtgemeinde Schüttorf (2) mit
  - Engden
  - Isterberg
  - Ohne
  - Quendorf
  - Samern
  - Stadt Schüttorf

Andere Regionen der Grafschaft Bentheim sind die Niedergrafschaft und Nordhorn.